# Road to Utopia
Road to Utopia (bra Dois Malandros e Uma Garota) é um filme de estadunidense de 1946, uma comédia dirigida por Hal Walker e protagonizada por Bob Hope, Bing Crosby e Dorothy Lamour.

## Sinopse
Duke Johnson (Bing Crosby) e Chester Hooton (Bob Hope), dois artistas de Vaudeville, vão ao Alaska em busca do ouro. Durante a viagem, eles encontram um mapa de um tesouro perdido, qual foi roubado por McGurk (Nestor Paiva) e Sperry (Robert Barrat), uma dupla de bandidos. Enquanto isso, Sal Van Hoyden (Dorothy Lamour) está no Alaska para tentar recuperar o mapa do tesouro que tinha sido de seu pai. Ela acaba se apaixonando por Ace Larson (Douglass Dumbrille), que quer roubar a mina de ouro para ele mesmo. Enfim, Duke e Chester, McGuirk e Sperry, Ace e Sal seguem um ao outro em toda o Alaska para poder achar a mina de ouro.

## Elenco
- Bing Crosby - Duke Johnson / Junior Hooton
- Bob Hope - Chester Hooton
- Dorothy Lamour - Sal Van Hoyden
- Hillary Brooke - Kate
- Douglas Dumbrille - Ace Larson
- Jack LaRue - LeBec
- Robert Barrat - Sperry
- Nestor Paiva - McGurk
- Robert Benchley - Narrador

## Prêmios e indicações
| Prêmio     | Categoria               | Recipiente                  | Resultado |
| ---------- | ----------------------- | --------------------------- | --------- |
| Oscar 1947 | Melhor roteiro original | Norman Panama, Melvin Frank | Indicado  |